# Беш-Озёкское сельское поселение
Беш-Озёкское се́льское поселе́ние — муниципальное образование в Шебалинском муниципальном районе Республики Алтай Российской Федерации.
Административный центр — село Беш-Озёк.

## История
Статус и границы сельского поселения установлены Законом Республики Алтай от 13 января 2005 года № 10-РЗ «Об образовании муниципальных образований, наделении соответствующим статусом и установлении их границ»

## Население
| 2010 | 2011 | 2012 | 2013 | 2014 | 2015 | 2016 |
| ---- | ---- | ---- | ---- | ---- | ---- | ---- |
| 611  | →611 | ↗622 | ↘606 | ↘589 | ↘587 | ↘577 |
| 2017 | 2018 | 2019 | 2020 | 2021 |      |      |
| ↗597 | ↘585 | ↘568 | ↗579 | ↘574 |      |      |

## Состав сельского поселения
| № | Населённый пункт | Тип населённого пункта       | Население |
| - | ---------------- | ---------------------------- | --------- |
| 1 | Беш-Озёк         | село, административный центр | ↘574      |